# سينك ريندا
سينك ريندا  (بالتركية: Cenk Renda)‏ مواليد 1969 ، هو لاعب كرة سلة تركي سابق.

## المسيرة الاحترافية
- فنربخشة لكرة السلة